# Ciara Michel
Ciara Michel est une joueuse britannique de volley-ball née le 2 juillet 1985 à Taunton. Elle mesure 1,96 m et joue au poste de centrale. Elle totalise 23 sélections en équipe de Grande-Bretagne.

## Clubs
| Club                        | De        | À         |
| --------------------------- | --------- | --------- |
| University of Miami         | 2003-2004 | 2006-2007 |
| University of Melbourne     | 2007-2008 | 2009-2010 |
| Alemannia Aachen            | 2010-2011 | 2011-2012 |
| VT Aurubis Hamburg          | 2012-2013 | 2012-2013 |
| Futura Volley Busto Arsizio | 2013-2014 | 2014-2015 |
| Bursa BBSK                  | 2015-2016 | 2015-2016 |
| AS Saint-Raphaël            | 2016-2017 | 2016-2017 |
| ASPTT Mulhouse              | 2017-2018 | 2018-2019 |
| PA Venelles                 | 2019-2020 | …         |

## Palmarès
- Championnat d'Italie
  - Finaliste : 2014.
- Supercoupe d'Italie
  - Finaliste : 2014.
- Ligue des champions
  - Finaliste : 2015.
- Supercoupe de France
  - Vainqueur : 2016.